# Mohenjo-daro

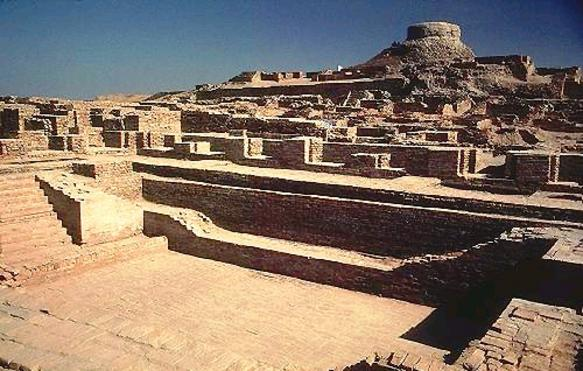
Ruinele orașului Mohenjo-Daro

Mohenjo-daro (în Sindhi: موئن جو دڙو; în Urdu: موئن جو دڑو; în Hindi: मोएन जो दड़ो; pronunție: [muˑənⁱ dʑoˑ d̪əɽoˑ]) a fost un oraș antic aparținând civilizației Văii Indusului, situat la circa 80 km sud-vest de actualul oraș pakistanez Sukkur din provincia Sindth. Numele său înseamnă „colina celor morți”.
Mohenjo-daro, a fost construit circa în anul 2.600 î.Hr., abandonat cam în anul 1.700 î.Hr. și descoperit de arheologi în anul 1921 în timpul construirii unei căi ferate, când lucrătorii au început să sape chiar lângă acea colină. Se remarcă construcția orașului care are formă de rețea și drumuri paralele. Locuințele aveau fiecare propria cameră de îmbăiere dotată cu toaletă. Acesta a fost printre primele orașe de pe planetă.